# Ferdinand von Zeuner
Ferdinand Heinrich Hans Albert von Zeuner (* 24. Januar 1825 in Düben; † 26. April 1888 in Lichtenthal) war ein preußischer Generalleutnant.

## Leben

### Herkunft
Er war ein Sohn von Karl von Zeuner (1781–1854) und dessen Ehefrau Marie Charlotte Amalie, geborene Freiin von Oetinger (1786–1869). Sein Vater war preußischer Oberst a. D., zuletzt Kommandeur des 4. Husaren-Regiments. Der spätere General der Infanterie Barnim von Zeuner (1821–1904) war sein älterer Bruder.

### Militärkarriere
Zeuner besuchte die Kadettenhäuser in Potsdam und Berlin. Anschließend wurde er am 9. August 1842 als Sekondeleutnant dem 39. Infanterie-Regiment der Preußischen Armee überwiesen. Mit einem Patent vom 27. Oktober 1842 folgte am 30. November 1844 seine Versetzung zum 38. Infanterie-Regiment (6. Reserve-Regiment) nach Mainz. Mit diesem Regiment nahm Zeuner im September 1848 an der Niederschlagung der revolutionären Unruhen in der Freien Stadt Frankfurt teil. Im Jahr darauf kam er im Zuge der Unterdrückung der Badischen Revolution in den Gefechten bei Großsachsen, Ginzheim und Gernsbach zum Einsatz. Von Oktober 1850 bis Ende März 1853 absolvierte Zeuner die Allgemeine Kriegsschule und fungierte von Februar 1854 bis Mitte März 1856 als Adjutant des I. Bataillons. Bis März 1858 avancierte er zum Hauptmann. Als solcher war Zeuner im Jahr darauf kurzzeitig zum Landwehr-Bataillon des 38. Infanterie-Regiments kommandiert und wurde am 8. Mai 1860 Kompanieführer beim 19. kombinierten Infanterie-Regiment. In dieser Eigenschaft nahm er 1866 während des Deutschen Krieges bei der Main-Armee an den Gefechten von Hammelburg, Helmstadt und Roßbrunn teil.
Ausgezeichnet mit dem Kronenorden IV. Klasse mit Schwertern wurde Zeuner nach Kriegsende in das 6. Westfälische Infanterie-Regiment Nr. 55 versetzt, Ende Oktober 1866 zum Major befördert und am 2. März 1867 zum Kommandeur des II. Bataillons in Höxter ernannt. Daran schloss sich ab dem 16. Februar 1869 eine Verwendung in Schwerin als Kommandeur des Füsilier-Bataillons im Großherzoglich Mecklenburgischen Grenadier-Regiment Nr. 89 an. Im Verlauf des Krieges gegen Frankreich führte Zeuner sein Bataillon 1870/71 in den Belagerungen von Metz, Toul und Paris. Für seine Leistungen wurde er mit dem Eisernen Kreuz sowie dem Mecklenburgischen Militärverdienstkreuz II. Klasse ausgezeichnet.
Am Tag der Kaiserproklamation wurde Zeuner zum Oberstleutnant befördert und am 12. Oktober 1872 zum Kommandeur des 2. Thüringischen Infanterie-Regiments Nr. 32 in Meiningen ernannt. In dieser Stellung stieg er am 22. März 1873 zum Oberst auf, wurde er am 30. Dezember 1875 nach Rastatt versetzt und zum Kommandeur des dort stationierten 3. Badischen Infanterie-Regiments ernannt. Am 20. September 1877 erhielt Zeuner den Kronenorden II. Klasse mit Schwertern am Ringe. Mit seiner Beförderung zum Generalmajor wurde er am 14. Januar 1879 Kommandeur der 35. Infanterie-Brigade in Flensburg und in dieser Eigenschaft anlässlich des Ordensfestes 1881 mit dem Roten Adlerorden II. Klasse mit Eichenlaub ausgezeichnet. In Genehmigung seines Abschiedsgesuches und unter Verleihung des Charakters als Generalleutnant stellte man ihn am 15. Mai 1883 mit der gesetzlichen Pension zur Disposition. Des Weiteren war er Stiftshauptmann zu Kloster Lindow.

### Familie
Zeuner hatte sich am 2. Juli 1860 mit Berta Marie Ida Eugenie Freiin Roeder von Diersburg (1838–1906) verheiratet. Die Ehe blieb kinderlos.